# プルートの動物園
『プルートの動物園』（プルートのどうぶつえん、原題：Pluto at the Zoo）は、ウォルト・ディズニー・プロダクション（現：ウォルト・ディズニー・カンパニー）が制作したアニメーション短編映画作品。1942年公開。
プルートの短編映画シリーズの一作品である。

## あらすじ
口先だけで咥えられるほどの小さな骨をもらったプルートは、とある動物園でお昼寝中のライオンの檻にある大きな骨を発見。小さい方の骨をゴミ箱に捨て、その大きな骨を盗み出す計画を実行する。ライオンを起こさないようこっそり檻に侵入し、骨を盗み出そうとするプルートだったが、骨が邪魔して檻から出ることができず、散々手こずった挙句穴を掘って脱出することに。しかし、穴が繋がった直後にいつの間にかライオンが目覚めてしまう。
間一髪ライオンから逃げられ、盗んだ骨に在りつくプルートだったが、その骨が突如姿を消した。プルートの目の前にはお昼寝中の一頭のカンガルーが。無くなった骨の捜索をするプルートだったが、骨を盗んだ犯人の子供カンガルーに不意を突かれ、殴られる。怒ったプルートは子供カンガルーに跳びつくが、その拍子に親カンガルーが起きてしまい隣の檻へ蹴り飛ばされる。
次にプルートが飛ばされた先はゴリラの檻だった。巨大なゴリラを前に失神したプルートはゴリラに弄ばれそのまま沼へと落下。目覚めたプルートは再び骨を拾おうとするが、その目の前から巨大なワニが出現し、食われるか否かの必死の逃走劇が繰り広げられる。
ワニ沼を出たプルートはそのまま猛ダッシュでダチョウ、キリン、クジャク、トラへと幾多の動物の檻を通り過ぎるが、運悪く大きな骨の持ち主であるライオンの檻へと落ちてしまう。ライオンはプルートに襲い掛かるが、大きな骨をつっかえ棒にしてライオンの口を塞ぎ、檻から抜け出し脱出する。そしてプルートは、冒頭でゴミ箱に捨てた小さな骨を再び咥えて動物園を後にするのであった。

## 登場キャラクター
- プルート